# Bocskai István Jog- és Társadalomtudományi Szakkollégium
A Bocskai István Állam- és Jogtudományi Szakkollégium a Károli Gáspár Református Egyetem Állam- és Jogtudományi Karának (KRE-ÁJK) a jogászhallgatóinak szakkollégiuma.
Céljának tekinti, hogy saját szakmai program szerinti képzést nyújtson, segítve ezzel a kiemelkedő képességű hallgatók tehetséggondozását, a társadalmi problémákra érzékeny, szakmailag igényes – egyházához, a református hagyományokhoz is hű, hitvalló – értelmiség kinevelését, közéleti szerepvállalását. Ezen célok elérése érdekében a felvételt nyert szakkollégisták számára vezető oktatók által gondozott öt műhely áll rendelkezésre, folyamatos tehetséggondozásukat a kar fiatal oktatói végzik mentorként.

## Bemutatása
A Bocskai István Jog- és Társadalomtudományi Szakkollégium 2014 óta működik a Károli Gáspár Református Egyetem Állam- és Jogtudományi Karának (KRE-ÁJK) keretei között. Egyrészt önszerveződő, részben önigazgatással működő hallgatói közösségként, másrészt a kar tehetséggondozó szervezeteként vesz részt a hallgatók szakmai fejlődésében és közösségépítésében.
A Szakkollégium céljának tekinti, hogy saját fejlesztésű szakmai programok révén magas színvonalú képzést nyújtson, ezzel támogatva a hallgatók szakmai előmenetelét. További küldetésének tekinti érzékeny, hiteles és a református értékrendhez hű értelmiségiek nevelését, akik felelősen vállalnak szerepet a közéletben. A Szakkollégium saját, önálló székhellyel rendelkezik, amely a Bocskai István Kollégium alagsorában található. A korábban hallgatói kezdeményezésre birtokba vett helyszín 2023-ban teljes felújításon esett át, modern technikai felszereltséggel bővült.
A szervezet működését szabályozó alapszabály 2022 őszén újult meg, miután azt a Kari Tanács elfogadta, majd a Szenátus is jóváhagyta. Az új dokumentum részletesen rögzíti a Szakkollégium szervezeti felépítését, működésének szabályait, valamint a szakkollégisták jogait és kötelezettségeit. Ugyanakkor ez a szabályzat csupán keretet ad a mindennapi kollégiumi élethez.
A szakkollégiumi közösség létszáma körülbelül ötven fő, akik öt külön műhelybe tagozódnak: bűnügyi, civilisztikai, közjogi, nemzetközi kapcsolatokkal foglalkozó, illetve történeti műhelyekbe. Ezeket tapasztalt, minősített oktatók vezetik, a hallgatók munkáját pedig doktoranduszokból és fiatal oktatókból álló mentorcsapat támogatja. A szakkollégisták rendszeresen részt vesznek különböző szakmai programokon, konferenciákon, valamint képviselik a kart és a kollégiumot hazai és nemzetközi versenyeken. A közösségi élet is aktív: kirándulások, programok színesítik a mindennapokat, és a hallgatók havi ösztöndíjban részesülnek. Tehetségüket rendszeres kutatási tevékenységgel és a műhelymunkákon való aktív részvétellel fejlesztik tovább.

## Műhelyek
- Bűnügyi Műhely
- Civilisztikai Műhely
- Közjogi Műhely
- Nemzetközi Kapcsolatok Műhely
- Történeti Műhely[2]